# Sello de las Islas Marianas del Norte
 El sello de las Islas Marianas del Norte fue adoptado en 1976. Contiene los mismos elementos que forman la bandera: una estrella de cinco puntas de color blanco sobre un fondo de color azul y forma circular. Detrás de la estrella aparece representada una taga que es un símbolo polinesio de fortaleza. La estrella y la taga están rodeadas por una guirnalda floral, símbolo de la historia y costumbres de la población de las islas.
En la parte exterior del Sello de las Islas Marianas del Norte aparecen escritas las leyendas: "Commonwealth of the Northern Mariana Islands" (“Commonwealth de las Islas Marianas del Norte”) y "Official Seal" (“Sello Oficial”).
En algunos casos también figura en el sello de las Islas Marianas del Norte el nombre del país al que pertenecen "United States" (Estados Unidos) y el año en que se aprobó este sello, 1976.
- Datos: Q331444